# Andes quadrilaminatus
Andes quadrilaminatus är en insektsart som beskrevs av Frederick Arthur Godfrey Muir 1925. Andes quadrilaminatus ingår i släktet Andes och familjen kilstritar. Inga underarter finns listade i Catalogue of Life.